# Buster Brown
Buster Brown (Newton, Georgia, 1911. augusztus 15. - New York, 1976.  január 31.) amerikai szájharmonikás, énekes.
Nevezetes dalai: Fannie Mae, Sugar babe.

## Életpályája
Brown a georgiai Cordele városában született. Az 1930-as és 1940-es években szájharmonikán játszott a helyi éjszakai klubokban. Ekkoriban néhány nem üzleti célú hangfelvétel készült vele.Ezek közé tartozik a "War Song" és az "I'm Gonna Make You Happy" (1943), amelyeket akkor rögzítettek, amikor a Fort Valley (Georgia) Állami Tanári Főiskola népfesztiválján játszott a Kongresszusi Könyvtár Népzenei Archívumának. 
1956-ban New Yorkba költözött, ahol a Fire Records tulajdonosa Bobby Robinson fedezte fel. 1959-ben, majdnem 50 éves korában készítette híressé vált felvételét a "Fannie Mae"-t, amely  a 38. helyre került az Egyesült Államokban a Top 40 listán. A dal remake-jeét Louis Jordan  készítette el 1960-ban „Is You Is or Is You Ain't My Baby” címen - e változat 1960-ban elérte a 81. helyet a popslágerlistákon, de nem került fel az R&B listára. Buster Brown másik nagy sikere a "Sugar Babe" című dal volt volt az egyetlen másik slágere 1962-ben, amely az R&B listán a 19., a popslágerlistákon pedig a 99. helyet érte el.
A későbbi években a Checker Records és számos kis lemezkiadó számára készített felvételeket.
Ismét figyelmet kapott 1973-ban, amikor a "Fannie Mae" című dala bekerült az American Graffiti cmű filmbe.

## Emlékezete
Sugar Babe című dalát később a Bill Wyman's Rhythm Kings is műsorára tűzte.

## Diszkográfiája

### Stúdióalbuma
- New King of the Blues (Fire, 1961)

### Válogatáslemezei
- Get Down With Buster Brown (Souffle, 1973)
- Raise a Ruckus Tonight (DJM, 1976)
- Toughest Terry & Baddest Brown (Sundown, 1986) – Sonny Terryvel
- Good News (Charly, 1989)
- The Very Best of Buster Brown (Collectables, 1999)

## Fordítás
- Ez a szócikk részben vagy egészben  a   Buster Brown (musician) című angol Wikipédia-szócikk ezen változatának fordításán alapul.  Az eredeti cikk szerkesztőit annak laptörténete sorolja fel. Ez a jelzés csupán a megfogalmazás eredetét és a szerzői jogokat jelzi, nem szolgál a cikkben szereplő információk forrásmegjelöléseként.